# Henry Koster
Henry Koster, de nom Herman Kosterlitz (Berlín, Alemanya, 1 de maig de 1905 − Camarillo, Estats Units, 21 de setembre de 1988), va ser un director, guionista i productor de cinema estatunidenc.

## Biografia
Henry Koster era encara jove quan el seu pare, un venedor, va marxar de casa. Es va conformar per acabar els seus estudis secundaris a Berlín escrivint novel·les i realitzant còmics.
Koster va descobrir molt aviat el món del cinema quan el seu oncle, cap a 1910, va obrir una sala de cinema a Berlín. La seva mare tocava al piano per acompanyar les pel·lícules, deixant el seu fill mirar l'espectacle. Després d'haver treballat com a escriptor de novel·les, Koster va ser contractat com a guionista per una companyia de cinema berlinesa i es va convertir en ajudant del director Curtis Bernhardt. Un dia, aquest últim es va posar malalt i va demanar a Koster que s'encarregués de la realització d'una pel·lícula. És així com en els anys 1931/1932, va realitzar dues o tres pel·lícules per a la companyia UFA.
Enmig de la realització d'una pel·lícula, Koster es va adonar que patia ja una forma d'antisemitisme, i va comprendre que hauria de marxar. Va perdre la seva sang freda en una enganxada amb un oficial SA i el va matar. Llavors, va anar directament a l'estació i va marxar d'Alemanya cap a França, on va ser contractat de nou per Curtis Bernhardt que s'havia exiliat abans. Després Koster va marxar per a Budapest on va trobar i es va casar amb Kato Kiraly el 1934. A Budapest, va trobar Joe Pasternak que representava la companyia Universal a Europa, i va realitzar tres pel·lícules per a ell.
El 1936, Koster va signar un contracte per treballar amb Universal a Hollywood, i es va embarcar cap als Estats Units amb la seva dona i d'altres refugiats, per treballar amb Pasternak. Malgrat el fet que no parlava anglès, va aconseguir convèncer l'estudi de deixar-lo realitzar Three smarts Girls, una comèdia musical que tenia com a protagonista una adolescent de 15 anys, Deanna Durbin. La pel·lícula va ser un gran èxit i va salvar Universal de la fallida. La segona pel·lícula de Koster per a Universal One Hundred Men and a Girl, amb Deanna Durbin i Leopold Stokowski va ser la glòria de l'estudi, de Deanna Durbin, de Pasternak i de Koster. Dirigirà encara Deanna Durbin quatre vegades més, sobretot a Three smarts Girls grow up, la continuació de Three smarts Girls, així com a First Love.
Koster va realitzar nombroses pel·lícules musicals i familiars al final dels anys 1930 i al començament dels anys 1940, amb actrius com Betty Grable i Deanna Durbin. Va treballar per a Universal fins a 1941, després va anar a la MGM, i a la Fox el 1948.
El 1947, rep una nominació a l'Oscar al millor director per a la comèdia The Bishop's Wife. El 1951, realitza una de les seves pel·lícules més famoses, Harvey, una comèdia fantàstica protagonitzada per James Stewart. Després intenta produccions més elaborades d'inspiració històrica o religiosa com La túnica sagrada, un drama bíblic i una de les primeres pel·lícules en cinemascope, Désirée, biografia de la primera esposa de Napoleó, i The Naked Maja sobre la vida del pintor Goya. Cap a la fi de la seva carrera, torna cap a la comèdia amb pel·lícules com Mr. Hobbs takes a vacation destacant de nou James Stewart. La seva última pel·lícula va ser The Singing Nun, el 1965. Es va retirar a Camarillo a Califòrnia per dedicar-se a la pintura fins a la seva mort el 1988.
Es casa amb l'actriu Peggy Moran el 1942 i va dirigir tots els grans actors de l'època: James Stewart, Richard Burton a la seva primera pel·lícula estatunidenca My cousin Rachel, Marlon Brando, Bette Davis, Ava Gardner…

## Filmografia

### Director
| - 1932: Das Abenteuer der Thea Roland - 1933: Das Häßliche Mädchen - 1934: Kleine Mutti - 1934: Peter - 1935: Il Diario di una donna amata - 1935: De kribbebijter - 1935: A Csúnya lány - 1935: Marie Bashkirtseff - 1936: Katharina, die Letzte - 1936: Three Smart Girls - 1937: One Hundred Men and a Girl - 1938: The Rage of Paris - 1939: Three Smart Girls grow up - 1939: First Love - 1940: Spring Parade - 1941: It Started with Eve - 1942: Between Us Girls - 1944: Music for Milions - 1946: Two Sisters from Boston - 1947: The Unfinished Dance - 1947: The Bishop's Wife - 1948: The Luck of the Irish - 1949: Come to the Stable - 1949: The Inspector General - 1950: Wabash Avenue | - 1950: My Blue Heaven - 1950: Harvey - 1951: No Highway - 1951: Mr. Belvedere Rings the Bell - 1951: Elopement - 1952: O. Henry's Full House - 1952: Stars and Stripes Forever - 1952: My Cousin Rachel - 1953: La túnica sagrada (The Robe) - 1954: Désirée - 1955: A Man Called Peter - 1955: The Virgin Queen - 1955: Bonjour Miss Dove - 1956: D-Day the Sixth of June - 1956: The Power and the Prize - 1957: My Man Godfrey - 1958: Fräulein - 1958: The Naked Maja - 1960: The Story of Ruth - 1961: Promeses sense promès (Flower Drum Song) - 1962: Mr. Hobbs takes a vacation - 1963: Take Her, She's Mine - 1965: Dear Brigitte - 1966: The Singing Nun |

### Guionista
| - 1925: Die Große Gelegenheit - 1925: Die Dame aus Berlin - 1926: Die Waise von Lowood - 1926: Wenn Menschen irren. Frauen auf Irrwegen - 1927: Prinz Louis Ferdinand - 1927: Kinderseelen klagen euch an - 1927: Eins + Eins = Drei - 1928: Hrích - 1929: Liebfraumilch - 1929: Das Letzte Fort - 1929: Tagebuch einer Kokotte - 1929: Sündig und süß - 1930: Une femme a menti - 1930: Seine Freundin Annette - 1930: La Lettre - 1930: L'Homme qui assassine - 1930: Die Letzte Kompanie - 1931: Stamboul - 1931: El Hombre que asesinó - 1931: Weib im Dschungel - 1931: Der Mann, der den Mord beging - 1931: Le Réquisitoire - 1931: Wer nimmt die Liebe ernst... - 1931: Leichtsinnige Jutgend - 1932: Zigeuner der Nacht - 1932: Cœurs joyeux - 1932: Fünf von der Jazzband - 1932: Ich bleib bei Dir - 1932: There Goes the Bride | - 1932: Der Rebell - 1933: Toto - 1933: Der Doppelgänger - 1933: Das Häßliche Mädchen - 1933: Le Sexe faible - 1933: Der Tunnel - 1934: Polenblut - 1932: Cœurs joyeux - 1932: Fünf von der Jazzband - 1932: Ich bleib bei Dir - 1932: There Goes the Bride - 1932: Der Rebell - 1933: Toto - 1933: Der Doppelgänger - 1933: Das Häßliche Mädchen - 1933: Le Sexe faible - 1933: Der Tunnel - 1934: Polenblut - 1934: L'Or dans la rue - 1934: Der Fall Brenken - 1934: L'Amour en cage - 1934: Die Vertauschte Braut - 1934: Les Nuits moscovites - 1935: Il Diario di una donna amata - 1935: Ball im Savoy - 1935: Marie Bashkirtseff - 1937: Farewell Again - 1944: Jane Eyre |

### Com a productor
- 1938: The Rage of Paris
- 1939: First Love
- 1942: Between Us Girls
- 1963: Take Her, She's Mine
- 1965: Dear Brigitte

## Nominacions
- 1948. Oscar al millor director per The Bishop's Wife
- 1962. Os d'Or per Mr. Hobbs Takes a Vacation